# Mulpani (Dhading)
Mulpani (nep. मूलपानी) – gaun wikas samiti w środkowej części Nepalu w strefie Bagmati w dystrykcie Dhading. Według nepalskiego spisu powszechnego z 2001 roku liczył on 710 gospodarstw domowych i 4185 mieszkańców (2140 kobiet i 2045 mężczyzn).